# サウルに呼び出されるサムエルの亡霊
『サウルに呼び出されるサムエルの亡霊』（サムエルによびだされるサウルのぼうれい、伊: Lo spirito di Samuele invocato da Saul、英: The Shade of Samuel Invoked by Saul）は、イタリアのバロック期のナポリ派の画家ベルナルド・カヴァッリーノが1650-1656年に銅板上に油彩で制作した絵画である。左側の石段の上にカヴァッリーノのイニシャルが記されており、署名のある画家のわずか8点のうちの1点となっている。おそらく1650年ごろ、ナポリ副王であったスペインのペドロ・デ・アントニオ・デ・アラゴンによりカヴァッリーノに委嘱された。その後、作品は何人かの所有者を経て、1983年にロサンゼルスのJ・ポール・ゲティ美術館に購入された。

## 作品
作品の主題は『旧約聖書』中の「サムエル記上」から採られている。ペリシテ人との戦闘において、イスラエルの最初の王サウルは危機の最中に神に見捨てられたと感じ、未来について知るためにエンドルの女霊媒師師に相談する。そして、彼女を通して死去していたサムエルの霊を呼び出し、助言を仰ごうとした。サムエルは、サウルをイスラエル人の最初の王に指名していたのである。
扉口から差し込む明るい光を背にして、サムエルは亡霊として青白い灰色の姿で表されている。彼は跪くサウルを射抜くような眼差しで見つめ、翌日ペリシテ人はイスラエルを打ち負かし、サウルと彼の息子たちが戦闘で死ぬことを告げる。この知らせが伝えられる際のサウル、霊媒師、サムエルの間の感情的相互作用を、カヴァッリーノは雄弁に表している。滑らかで均一な銅板という媒体のために細かな筆致で絵具が塗られているが、それはサウルの個々の顎髭などの注意深い輪郭線、細部描写に見て取れる。カヴァッリーノの生涯と作品についてはあまり知られていないが、彼は本作のような小品の銅板画、キャンバス画で認められている。
この絵画は、銅板に描かれた4連作のうちの1点といわれている。ほかの2点はカヴァッリーノの『ポルセンナ王に対峙するムキウス・スカエウォラ』 (キンベル美術館、フォートワース) とアンドレア・ヴァッカーロの『ニネヴェで説教をするヨナ』 (セビーリャ美術館) であり、残りの1点はおそらく『神殿からのヘリオドロスの追放』 (プーシキン美術館、モスクワ) であった可能性がある。

## ギャラリー

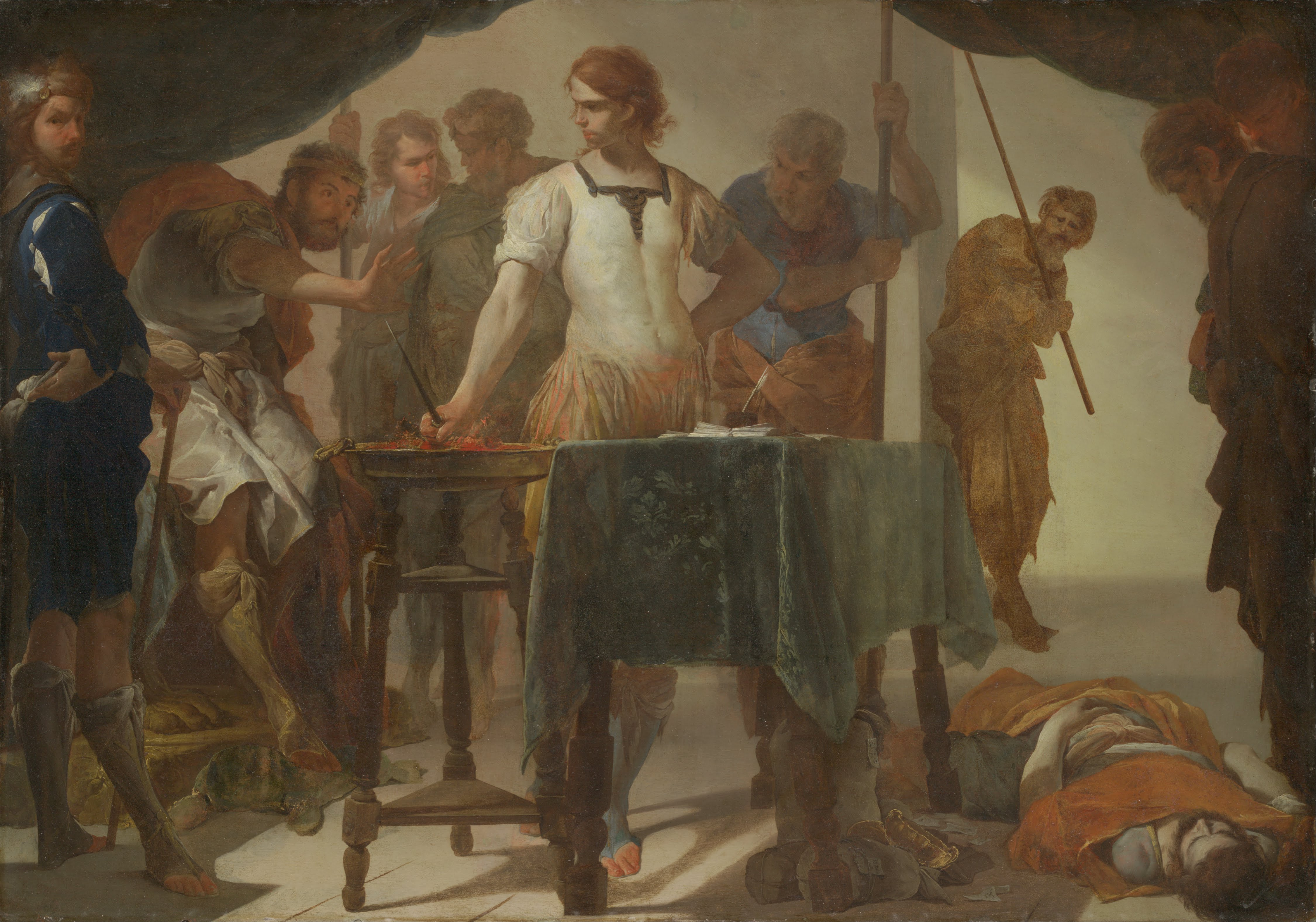
カヴァッリーノ『ポルセンナ王に対峙するムキウス・スカエウォラ』 (1650年ごろ)、キンベル美術館、フォートワース
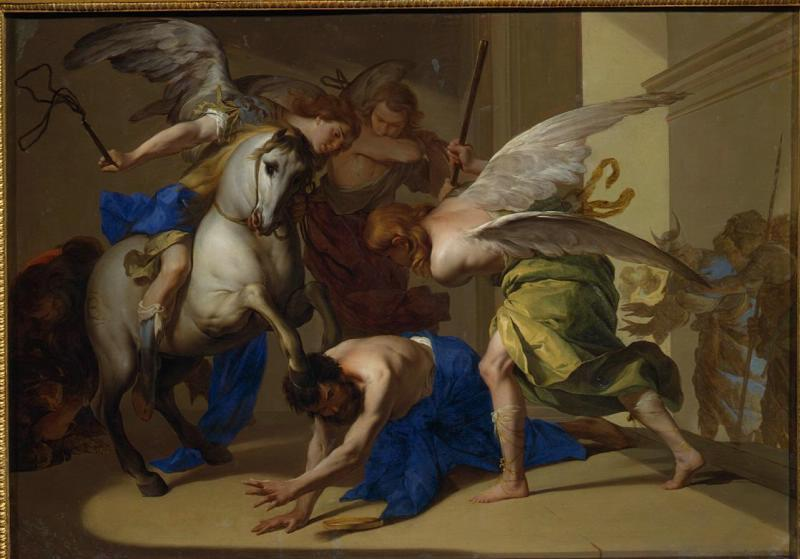
カヴァッリーノ『神殿からのヘリオドロスの追放』 (1650年ごろ)、プーシキン美術館、モスクワ
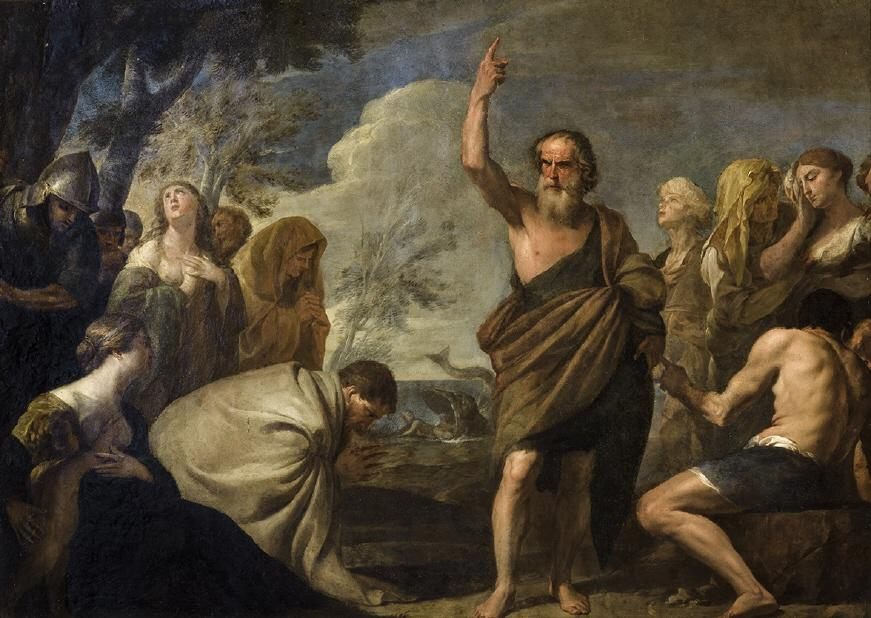
アンドレア・ヴァッカーロ『ニネヴェで説教をするヨナ』、セビーリャ美術館